# Вперёд (Омская область)
Вперёд, также пишется как Вперед — деревня в Омском районе Омской области России, в составе Андреевского сельского поселения. Население 201 чел. (2010) .
Основана как место поселения российских немцев в 1939 году .

## История
Основана переселенцами из села Шиллинг в апреле 1939 года.
В соответствии с Законом Омской области от 30 июля 2004 года № 548-ОЗ «О границах и статусе муниципальных образований Омской области» населённый пункт вошёл в состав образованного муниципального образования «Андреевское сельское поселение».

## География
Населённый пункт находится на юге центральной части Омской области, в лесостепной зоне, в пределах Барабинской низменности.

## Население
| 2006 | 2010 |
| ---- | ---- |
| 199  | ↗201 |

| год     | 1970 | 1979 | 1989 |
| ------- | ---- | ---- | ---- |
| человек | 288  | 195  | 237  |

Гендерный состав
По данным Всероссийской переписи населения 2010 года в гендерной структуре населения из 201 человек мужчин — 103, женщин — 98	(51,2 и 48,8 % соответственно)
Национальный состав
Согласно результатам переписи 2002 года, в национальной структуре населения русские составляли 64 % от общей численности населения в 192 чел.

## Инфраструктура
Развитое сельское хозяйство. Личное подсобное хозяйство.

## Транспорт
Просёлочные дороги.